# カーネーション、リリー、リリー、ローズ
『カーネーション、リリー、リリー、ローズ』（英: Carnation, Lily, Lily, Rose）は、アメリカ人の画家ジョン・シンガー・サージェントによる油絵である。
この作品は、昼から夕暮れへと変わる頃に、紙のランタンである提灯を灯す2人の少女を描いている。背景となる庭にはピンクのバラがちらばり、アクセントとして黄色いカーネーションが差し、葉を伸ばした白いユリ（おそらく日本のヤマユリである）の花が咲いている。この作品は、絵に奥行きを与える水平線らしい線がなく、ただ緑の葉が画面を占めている。鑑賞者は少女たちの視線に立ちながら、同時に彼女たちを見下ろすことになるのである。中央の2人はサージェントの友人でイラストレイターのフレッド・バーナードの娘である。左のドリーはこのとき11歳、右のポリーは7歳だった。はじめはフランシス・デイビス・ミレットの5歳の娘キャサリンが描かれるはずだったが、髪の毛の色を理由にブロンドであるドリーとポリーがこの作品のモデルとなった。作品のタイトルはジョゼフ・マジンギのポピュラーソング『汝、羊飼いよ、告げよ』からきている。これは男声のトリオによる花の女神の召し物についての牧歌的な喜びの歌である。すなわち「彼女の頭には花冠、頭にまいたカーネーション、リリー、リリー、ローズ」。
この作品は、コッツウォルズのブロードウェイにあるファーナムハウスのイギリス式庭園が舞台になっている。ここでサージェントはミレットたちと1885年の夏を過ごした。スキャンダラスな『マダムXの肖像』を発表したことで起こった喧噪から逃れるためパリからイギリスに引っ越した直後であった。サージェントはこの年の9月にアメリカ人画家のエドウィン・オースティン・アビーと、テムズ川を下り木々やユリの合間にかかるランタンを眺めながら、この作品のインスピレーションを得たといわれている。彼は夕暮れどきの光を正確に捉えようとして、この絵を戸外で制作している。そして1885年の9月から11月まで毎日、庭が夕暮れどきの紫の光につつまれて完璧な光の具合となる数分間に絵の製作を行った。庭園の花は夏から秋に移り変わって枯れてしまい、人工の花に植え替えられた。サージェントは翌年の夏になってもミレットの新居で作品に手直しを加え、ようやく1886年10月に作品は完成した。その過程で、サージェントは長方形のカンバスを切り落として左側の60cmを削除し、作品をおおよそ正方形に近づけた。
この作品は1887年のロイヤルアカデミー夏季展覧会に出品されたが、その反応は複雑だった。なかにはサージェントの「フランス的な」様式への批判もあった。しかし、称賛の声も多く、ロイヤルアカデミーの会長であったフレデリック・レイトンもテート・ギャラリーにフランシス・レガット・チャントリーの遺産をあててこの作品を購入することを薦めた。『カーネーション、リリー、リリー、ローズ』はサージェントにとって初めて公立の美術館から購入される作品となり、その後もテート・コレクションの一部として、テート・ブリテンで展示されている。

## 書誌情報
- Herdrich, Stephanie L; Weinberg, H. Barbara (2000). American drawings and watercolors in the Metropolitan Museum of Art: John Singer Sargent. New York: The Metropolitan Museum of Art. ISBN 0870999524